# ゾフィー・アマーリエ・フォン・ブラウンシュヴァイク＝カレンベルク
ゾフィー・アマーリエ・フォン・ブラウンシュヴァイク＝カレンベルク（独: Sophie Amalie von Braunschweig-Calenberg, 1628年3月24日 - 1685年2月20日）は、デンマーク＝ノルウェーの王フレゼリク3世の王妃。

## 生涯
カレンベルク侯ゲオルクと妃アンナ・エレオノーレ（ヘッセン＝ダルムシュタット方伯ルートヴィヒ5世の娘）の娘として、ヘルツベルク・アム・ハルツ（現在のドイツ・ニーダーザクセン州）で生まれた。兄にリューネブルク侯クリスティアン・ルートヴィヒ、ゲオルク・ヴィルヘルム、カレンベルク侯ヨハン・フリードリヒ、弟に初代ハノーファー選帝侯エルンスト・アウグストがいる。その息子はイギリス王ジョージ1世となった。また、姪に神聖ローマ皇帝ヨーゼフ1世の皇后アマーリア・ヴィルヘルミーネがいる。父方の祖母にデンマーク王クリスチャン3世とドロテア王妃の娘ドロテア王女がおり、フレゼリク3世とは又従兄妹の間柄である。
1643年10月、グリュックスブルク城でフレゼリク王子と結婚し、5年後に王妃となった。
フレゼリク3世の治世の最初から息子クリスチャン5世が王位についた1670年まで、ゾフィー・アマーリエは政治的決定に強い影響を及ぼした。1650年代初頭、国王夫妻を脅かすコルフィッツ・ウルフェルトとレオノーラ・クリスティナ（夫フレゼリク3世の異母妹とその夫）との政争に積極的に活動していた。彼女は絶対王政の導入に何らかの決定権を握っていたと思われている。スウェーデンによるコペンハーゲン包囲（1658年 - 1660年）の後、国王夫妻の国民的支持は急上昇した。
ゾフィー・アマーリエは、王国の経済状態が良くないにもかかわらず、狩りが大好きで、贅沢品の購入や大規模な宴会を開いて宮廷生活の中心にいた。1669年から1673年の間に建設されたアマリエンボー宮殿を、寡婦となってから自分の住まいとした。1685年、コペンハーゲンで没し、ロスキレ大聖堂に葬られた。

## 子女
- クリスチャン5世（1646年 - 1699年）
- アンナ・ソフィー（1647年 - 1717年） - 1666年、ザクセン選帝侯ヨハン・ゲオルク3世と結婚
- フレゼリゲ・アメーリエ（1649年 - 1704年） - 1667年、ホルシュタイン＝ゴットルプ公クリスティアン・アルブレヒトと結婚
- ヴィルヘルミーネ・アーネスティーネ（1650年 - 1706年） - 1671年、プファルツ選帝侯カール2世と結婚
- フレゼリク（1651年 - 1652年）
- ヨアン（1653年 - 1708年） - 1683年、イギリス女王アンと結婚、カンバーランド公を受爵
- ウルリゲ・エレオノーラ（1656年 - 1693年） - 1680年、スウェーデン王カール11世と結婚
- ドロテア・ユリイェーネ（1657年 - 1658年）